# Podesta (Insel)
Podesta ist eine Phantominsel im südöstlichen Pazifischen Ozean, die nordwestlich von Juan Fernandez und südöstlich von Salas y Gómez liegen soll.
Erstmals erwähnt wurde sie 1879 von dem italienischen Kapitän Finnochió, Kommandant der Bark Barone Podesta. Bei 32°14´S und 89°08´W will er aus sechs Meilen Entfernung (ca. 11 km) eine kleine, ovale Insel gesehen haben, mit einem Umfang von ungefähr zwei Dritteln einer Seemeile (ca. 1,3 km) und einer Höhe von 40 Fuß (etwa 12 m) über dem Meeresspiegel. An der Südwestseite soll sich ein felsiges Riff auf zwei Meilen Länge (3,7 km) erstrecken, an dem sich eine heftige Brandung bricht. Die Beobachtung wurde in einige Seekarten eingezeichnet, obwohl mehrere Versuche scheiterten, die Insel wiederzufinden.
Bereits im Jahr 1869 hatte die britische Bark Emily angeblich bei der Position 29°38´S und 87°25´W ein Felsenriff entdeckt, das ca. 15 Fuß (4,5 m) über die Meeresoberfläche ragte und etwa 120 Fuß (36,5 m) lang war. Ob es sich bei dem Emily Rock getauften Fels um die Insel Podesta gehandelt hat, deren Position nur falsch angegeben war, oder um eine völlig andere (Phantom-)Insel ist unklar.
Sowohl die Insel Podesta als auch der Emily Rock wurden noch 1935 in den vom United States Hydrographic Office herausgegebenen Sailing Directions geführt, allerdings mit der Anmerkung, dass mehrere Schiffe die Position der beiden Inseln passiert hatten, ohne sie zu sichten. Chile zeigte aus strategischen Gründen schon immer Interesse an den seiner Küste vorgelagerten Inseln. 1957 startete das Segel-Schulschiff Esmeralda der chilenischen Marine eine systematische optische Suche mit Radarunterstützung, die eine Fläche von mehr als 1.350 Quadratmeilen abdeckte. Trotz guter Sichtverhältnisse konnten die Inseln Podesta und Emily nicht aufgefunden werden.
Auf Google Earth wird Podesta heute noch bei 32° 18′ S, 89° 8′ W verzeichnet (Stand: September 2023). Die 2009 gegründete Mikronation República de Rino Island beansprucht die Souveränität über Podesta und weitere fiktive Inseln im Pazifik.